# Сутора рудовола
Суто́ра рудовола (Sinosuthora przewalskii) — вид горобцеподібних птахів родини суторових (Paradoxornithidae). Ендемік Китаю. Вид названий на честь мандрівника і географа Миколи Пржевальського.

## Опис
Довжина птаха становить 13-14,5 см, враховуючи довгий, східчастий хвіст. Забарвлення переважно сірувато-коричневе, тім'я, груди, скроні і шия сірі, горло і обличчя рудувато-коричневі. Над очима довгі чорнуваті "брови". Дзьоб короткий, міцний, вигнутий, рожевуватий.

## Поширення і екологія
Рудоволі сутори є ендеміками гір Міншань в центральному Китаї, в провінціях Ганьсу і Сичуань. Вони живуть в гірських широколистяних і мішаних лісах та в бамбукових заростях. Зустрічаються на висоті від 2440 до 3050 м над рівнем моря.

## Збереження
МСОП класифікує цей вид як вразливий. За оцінками дослідників, популяція рудоволих сутор становить від 3500 до 15000 птахів. Їм загрожує знищення природного середовища.